# Del Medico Imre
Del Medico Imre (Budapest, 1923. november 25. – 2019. november 25.) magyar jogász, közíró, sajtólevelező.

## Élete
Egy olasz származású, Budapesten elsőként szalámigyárat alapító család leszármazottja. A gyárat – nagyapja halálát követően – még 1912-ben felszámolta a család. Édesapja 1931-ben hunyt el, anyja egyedül nevelte. Az Óbudai Árpád Gimnáziumban érettségizett 1941-ben, egy fiatalkori járványos gyermekbénulás szövődménye miatt mentesült a katonai szolgálat alól. Bár 1948-ban az abszolutóriumig jutott, a bekövetkező magánéleti és politikai változások miatt csak 1970-ben szerezhetett jogi diplomát esti képzés keretében.
Édesanyja 1937 és 1948 között panziót üzemeltetett a Bécsi utca 8. szám alatt (a lakóházon belüli átépítést keresztapja, Pogány Móric tervei alapján végezték). A kulturálisan sokszínű, történelmi szempontból fordulatos időszakban a kor számos érdekes, nagy műveltségű személyiségével ismerkedett meg, és sajátos élettapasztalatokkal gazdagodott. Első munkahelye a Külügyminisztérium volt, ahol 1945-től 1948-ig dolgozott előadóként, majd 1951-től 1953-ig a Magyar Zeneszerzők és Szövegírók Szövetkezete, 1953-tól 1970-ig a Szerzői Jogvédő Hivatal, 1970-től a Magyar Népköztársaság Művészeti Alapja munkatársa volt, ahonnan 1983-ban ment nyugdíjba. Német, francia, angol és olasz nyelven beszélt.
Első észrevételező levele a Pálfy József-féle Magyarországban jelent meg. Sajtólevelezőként legaktívabb időszaka az 1980-as évekre esett, de nemcsak sajtóorgánumoknak írt, hanem számos hivatalnak, intézménynek is, észrevételezve hibákat, visszásságokat. Sajtómegjelenéseiben nagy műveltséggel igazította ki az újságírók hibáit, tévedéseit, helyreigazított félreértéseket, véleményt nyilvánított közügyekben, igyekezete arra irányult, hogy a sajtónyilvánosság révén jobb, élhetőbb szellemi és városi környezetet teremtsen. Bár észrevételeit semmilyen tematikus korlát nem befolyásolta, mégis nagyszámú várostörténeti jellegű észrevétele, története jelent meg az évek folyamán. A 2013-ban kapott Simplicissimus Hőse díj indoklása így összegzi Del Medico Imre közírói tevékenységét és emberi kvalitását: „mert átörökítette olasz bevándorló ősei és a Reformkorig visszanyúló lateiner értelmiség szellemi génanyagát, azt, amely létrehozta és naggyá tette egykor Budapestet, valamint fáradhatatlan igazságszeretetével élhetőbbé tette a mai magyar fővárost.”
1965 óta Zuglóban élt. Internet-előfizetése nem volt, haláláig a hagyományos sajtótermékekből tájékozódott.
2023. november 25-én, születésének 100. és halálának negyedik évfordulóján emléktáblát avattak egykori lakóhelyén, az Angol utca 11. szám alatt.

### Közéleti tevékenysége
- A Hazafias Népfront tagja
- A Budapesti Városvédő Egyesület alapító tagja, alelnöke
- A Magyar Politikatudományi Társaság tagja
- A Nagy Budapest Törzsasztal külsős tagja
- Az Anyanyelvápolók Szövetsége tagja
- A Bajcsy-Zsilinszky Társaság tagja
- A Jászi Oszkár Kultúrpolitikai Társaság tagja

## Művei
- Tímár György: Társulati vacsora. Elbeszélések; utószó Del Medico Imre; Fekete Sas, Bp., 2004
- Életem. Egy mai polgár vallomása; Fekete Sas, Bp., 2006

## Díjai
- Podmaniczky-díj 1995[9]
- Zuglóért Emlékérem (1998)[4]
- Köztársasági elnöki aranyérem (1998)[4]
- Aranytoll életműdíj 2007[10]
- Budapestért díj 2007[11]
- Simplicissimus Hőse díj 2013[8]
- Zugló díszpolgára (2023)[12]